# Mortal Shell
Mortal Shell (укр. Смертна оболонка) — це рольова відеогра, розроблена Cold Symmetry та видана Playstack 18 серпня 2020 року для PlayStation 4, Xbox One та Microsoft Windows. Перероблена версія під назвою Mortal Shell: Enhanced Edition була випущена 4 березня 2021 року для PlayStation 5 і Xbox Series X/S та 18 листопада 2021 року для Amazon Luna. 19 грудня 2022 року було випущено порт для відеоігрової консолі Nintendo Switch із усіма DLC під назвою Complete Edition.

## Геймплей
Mortal Shell — це рольова відеогра від третьої особи, зосереджена на ближньому бою, де гравці керують одним із кількох персонажів-«оболонок», обираючи різні стилі гри. В Mortal Shell немає традиційного для подібних ігор поділу персонажів на класи та характеристик. Натомість головний герой вселяється в уже готові мертві тіла, знайдені впродовж подорожей світом. Якщо герой гине, він виходить з оболонки і може в неї один раз повернутися, відродившись із повним запасом здоров'я. В «голій» формі він дуже вразливий.
Центральною локацією слугує вежа Фолґрім, де можна змінювати оболонки.
Особливістю Mortal Shell є те, що рухи ворогів можна побачити заздалегідь і виробити відповідну тактику бою. Головний герой має тимчасові здібності Загартованості й Рішучості. Перша дозволяє стати невразливим, але позбавляє можливості рухатися; перезаряджається з часом. Друга дозволяє виконувати спеціальні посилені атаки; її заряд накопичується, коли герой зазнає ворожих атак.
З переможених ворогів випадають смола та блиск — ресурси, потрібні для розблокування навичок кожної оболонки.
Усього існує 4 оболонки:
- Васал Гаррос — збалансований персонаж, який спеціалізується на використанні Загартованості.
- Коліт Тієль — має великий запас витривалості, проте мало здоров'я та здібностей Рішучості. Його навички засновані на використанні отрут.
- Учений Соломон — спеціаліст у відбиванні атак, але має малий запас витривалості.
- Преподобний Ередрім — стійкий персонаж із сильними атаками. Проте у нього дуже мало витривалості та здібностей Рішучості.

## Сюжет
Головний герой опиняється на болотах, наповнених ворожими істотами. Коли він знаходить тіло васала Гарроса, то вселяється в нього та прямує до вежі Фолґрім. Герой знайомиться з Сестрою Ґанесою, в якої може вдосконалювати оболонки; Старим В'язнем, у якого покращує зброю; торговцем Власом; і монахом Тестусом, який вміє за блиск насилати туман, що робить локації більш передбачуваними.
Старий В'язень дає завдання перемогти трьох чудовиськ, які контролюють різні місцевості навколо вежі. Це: Нерозкаяний Імрод у Святилищі Полум'я, Двічі народжений Крусикс у Мінливих Архівах і Перший мученик Тарсус біля Вівтаря мученика. Також є бос Загартований, з яким можна битися кілька разів у різних місцях заради нової зброї, що не впливає на фінал.
Упродовж подорожей можна відшукати записи про Черва, що прибув із Порожнечі та дав людям безсмертя в формі паразитів Ненароджених. Але паразити також робили людей божевільними, для захисту від чого приносилися криваві жертви. Священництво, що керувало культом Ненароджених, згодом перетворилося на чудовиськ унаслідок впливу смоли, яку виділяли паразити. За пророцтвом, колись повинен прийти рятівник, який буде нащадком Темного Батька — першого з людей, хто поглинув свого паразита.
Коли герой збирає три залози з переможених чудовиськ, Старий В'язень звільняє свою справжню форму Розкутого та виявляється Темним Батьком.
У грі можливі два фінали:
- Герой перемагає Розкутого та злітає в небо, стаючи пророкованим рятівником людства. Після цього пропонується почати Нову гру +, герой опиниться в вежі Фолґрім, щоб почати свою пригоду заново, але зберігши всі добуті раніше предмети та вдосконалення оболонок.
- Якщо герой знайшов Мішкоголового та виконав його завдання, обоє сідають біля вогнища. Мішкоголовий грає на лютні, поки чудовиська наповнюють околиці.

## Розробка

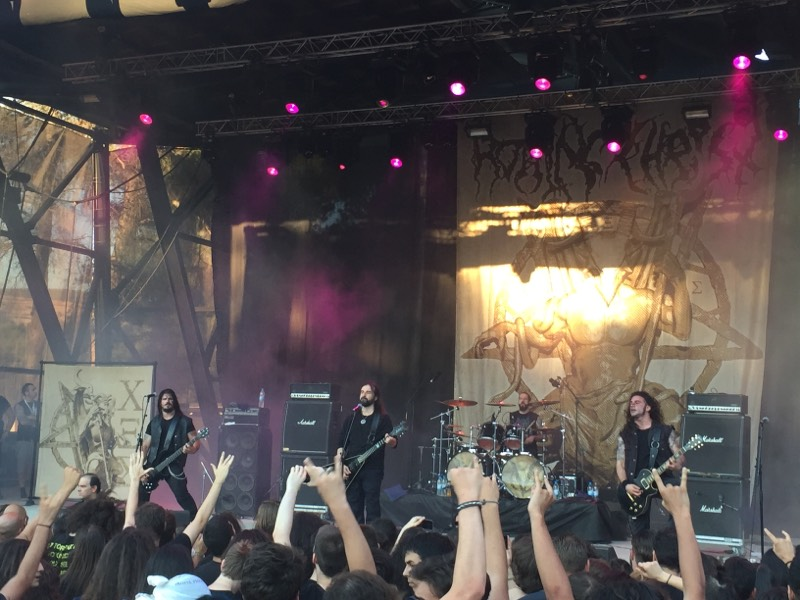
Rotting Christ створив саундтрек для оновлення відеогри «Rotting Autumn».

Гру розробив американська студія Cold Symmetry, а видала 18 серпня 2020 року компанія на платформах PlayStation 4 і Xbox One та Microsoft Windows (тільки в EGS). В оновленні відеогри «Rotting Autumn» додали нові скіни, завдання та фоторежим. На підтримку цих змін в жовтні 2020 року грецьким блек-метал-гуртом Rotting Christ було випущено саундтрек.
Розробники створили Mortal Shell, оскільки вважали, що на ринку відеоігор, які викликають глибокі емоційні переживання, існує прогалина. На це рішення вплинула гра Dark Souls 2011 року, яка так само створила середовище з похмурою атмосферою та населена персонажами, які надають гравцям загадкову інформацію. Розробники створили ігровий процес, що включає складні сутички в ході ближнього бою. Утім вони запропонували гравцям можливість змінювати ситуацію по ходу гри. До концепції Dark Souls були внесені деякі творчі зміни, наприклад, надання гравцям лише обмеженої кількості предметів для підтримки здоров'я. Утім розробники Mortal Shell не змогли надати гравцям однакову кількість обладунків, зброї та переліку персонажів, а натомість розробили чотири «оболонки» з різними стилями гри та передісторією.
Ранній прототип гри під назвою Dungeonhaven був зосереджений на процедурній генерації. У грі Mortal Shell розробники відійшли від цього, вважаючи, що це суперечить серії ігор Dark Souls, і натомість вирішили розробляти зони гри вручну, бажаючи, щоб гравці відчували, ніби це саме вони вирушають в пригоду, перетинаючи простір, який має сенс як зміна налаштування.
Оновлена версія гри під назвою Mortal Shell: Enhanced Edition для PlayStation 5 і Xbox Series X/S була випущена 4 березня 2021 року та стала доступною для Amazon Luna 18 листопада 2021 року. У Steam гра вийшла 18 серпня 2021 року.

## Оцінка
| Агрегатор  | Оцінка                                          |
| ---------- | ----------------------------------------------- |
| Metacritic | PC: 76/100 PS4: 76/100 XONE: 75/100 PS5: 74/100 |

| Видання        | Оцінка |
| -------------- | ------ |
| GameSpot       | 8/10   |
| IGN            | 8/10   |
| PC Gamer (США) | 80/100 |

Згідно з даними агрегатора рецензій Metacritic, Mortal Shell отримала загалом позитивні відгуки на всіх платформах і була лавреатом у номінації на «Найкращу дебютну гру» на The Game Awards 2020. Оглядачі часто порівнювали цю гру з першою Dark Souls.
Експерти вебсайту, присвяченого відеоіграм, GameSpot дали грі оцінку 8/10, відзначивши, що Mortal Shell має цікавий дивний світ і неординарні, проте неважкі бої. Гра спонукає активно користуватися предметами, а не безладно накопичувати здобуте, а комбінації оболонок і зброї створюють різноманітні стилі проходження. Водночас бої надто повільні та зосереджені на захисних діях, вороги часом розташовані в спантеличливих місцях, а навігація на місцевості працює погано
Згідно з IGN, Mortal Shell не така насичена й складна, як Bloodborne чи Sekiro, проте вона пропонує багато стилів проходження та достатньо охайно зроблена.
До березня 2021 року гра розійшлася тиражем понад 500 тис. копій в усьому світі.